# Грб Немањића
Грб Немањића је сребрни двоглави орао на црвеној позадини. Српски владари су грб двоглавог орла преузели од Византије. Ана, жена Стефана Немање кћи византијског цара Романа IV "донела је у мираз у Србију белог орла као симбол царски".
У време Стефана Првовенчаног, користио се црвени двоглави орао на сребрној позадини, док је у време Стефана Душана дошло до инверзије боја и појављује се сребрни орао на црвеној позадини.
Током 14. века су постојале различите варијанте грба Немањића - сребрни двоглави орао на црвеној позадини, и црвени двоглави орао на сребрној позадини. На крају се усталила варијанта сребрног орла на црвеном пољу, насупрот византијског црног орла на златном пољу, и та варијанта се данас сматра грбом Немањића.

## Појављивања грба
Двоглави орао је првобитно био симбол Византијског царства, и представљао је духовну и световну власт Византијских владара. Касније је постао уобичајени хералдички мотив и током историје се налази на грбу неколицине источноевропских држава.
Најстарија ктиторска фреска на нашим просторима која приказује двоглавог орла је слика хумског великог кнеза Мирослава у цркви Светог апостола Петра на Лиму, код Бијелог Поља. Кнез носи кратак плашт црвене боје, цео покривен малим двоглавим орловима у круговима. 

На једном уговору са Дубровником, из 1247 — 1249. године, види се печат са двоглавим орлом који користи Мирослављев син Андрија.
Владари из династије Немањића, Стефан Првовенчани (1196—1228), велики жупан па краљ, краљ Радослав и краљ Владислав, на фрескама у Жичи, Богородици Љевишкој, Милешеви и Студеници на одећи носе жуте тј. златне двоглаве орлове у круговима, најчешће на црвеној подлози. Стефан Првовенчани, на познатим фрескама на којима је приказан у манастирима Жича (чији је он био ктитор) и Богородица Љевишка, на различитим хаљинама обавезно носи жуте тј. златне орлове у круговима. Могуће је да исти знак постоји тј. да је постојао и на његовом портрету у манастиру Милешева, али то није могуће утврдити због велике оштећености фреске. Његови портрети у Богородици Љевишкој (1307) и Милешеви (1309—1316) су настали тек нешто после времена Стефана Првовенчаног (велики жупан 1196-1217. и краљ 1217—1228).
Наследник Стефана Првовенчаног, краљ Радослав, оставио је два аутентична фреско-портрета: један у Жичи а други у ризници манастира Студеница (1234). На ове две слике краљ носи различита одела, различитог типа и са различитим орнаментима али се на оба портрета, на црвеној подлози, у круговима, налазе златни двоглави орлови.
За грб који је користио Душан Немањић (краљ 1331 — 1345, цар 1346 — 1355) се ни данас не зна, осим за грб на застави који се појављује 1339. године у портолану каталонског картографа, његовог савременика, Анђелина Дунсерта. На њему је приказано краљевство Душана Немањића са његовом престоницом Скопљем, над којим се вијори златни барјак са црвеним двоглавим орлом.
Двоглави орао, кога видимо већ на новцу и печатима Душановог властелина Оливера, и касније Лазаревића и Бранковића, јавља се као двоглави златни орао на црвеном пољу са роговима у кљуну у зборницима Улриха Рихентала (Ulrich Reichental) и Конрада Гриненберга (Konrad Grünenberg) као грб српских деспота.
Иако се двоглави орао први пут код српске властеле појављује још у доба Стефана Немање (1166—1196), потпуну афирмацију стиче тек у време Стефана Душана. То се доводи у везу са настојањима Стефана Душана да српска краљевина постане прави настављач и обновитељ Византијског царства, срушеног 1204. године, уместо државе на чијем челу су се налазила династија Палеолога. Из тог разлога тога је се он прогласио за 'Цара Срба, Бугара и Ромеја, а из Византије је поред већ усвојеног дворског церемонијала преузео и двоглавог орла као симбол царске власти.